# Veitsberg (Bayerische Voralpen)
Der Veitsberg ist ein 1787 m ü. A. hoher Gipfel im Tiroler Anteil des Mangfallgebirges in den Bayerischen Voralpen.

## Topographie
Der Veitsberg ist der bekannteste Gipfel des nach Norden ziemlich steil abfallenden Kamms, der sich südlich der Ackernalm parallel zum Hinteren Sonnwendjoch über fast 10 km Länge erstreckt. Höchste Erhebung dieses Kamms ist allerdings das Frechjoch (1789 m). Nach Süden geht der Kamm in ein ausgedehntes Almgelände über, das sich bis zum Ellbach erstreckt, der die Bayerischen Voralpen in der Alpenvereinseinteilung gegenüber den Brandenberger Alpen abgrenzt.

## Alpinismus
Der von einem Gipfelkreuz gekrönte Berg wird vorzugsweise auf einem bezeichneten Weg von der Ackernalm (1360 m), die über eine Mautstraße von Bayrischzell oder Kufstein aus leicht erreichbar ist, auf der Nordseite in rund eineinhalb Stunden über den Sattel zwischen Thaler Joch und Frechjoch erstiegen. Häufig begangen wird auch der Aufstieg vom Parkplatz "Fürschlacht" bei Riedenberg über die Veitsbergalm. Weitere Aufstiegsmöglichkeiten bestehen vom Kaiserhaus über das Schmaleggerjoch, das Thalerjoch und das Frechjoch (rund drei Stunden, nicht bezeichnet), von Riedenberg über die Thörleralm (drei Stunden) oder über den Karnergraben und die Riedebenalm (zweieinhalb Stunden).